# Північна Румайла – Насірія – Багдад
Північна Румайла – Насірія – Багдад – трубопровід в Іраку, прокладений від південних родовищ до столичного району через межиріччя Тигра та Євфрату.
У 1980-х роках в Іраку на нафтовому родовищі Північна Румайла звели призначений для утилізації попутного газу потужний Південний газопереробний завод, частина продукції якого призначалася для поставок у напрямку Багдаду. На першій 134-кілометровій ділянці необхідного для цього газопроводу використали діаметр труб 600 мм. Починаючи від Насірії, в районі якої також планувались до розробки ряд гігантських нафтових родовищ, цей показник зростає до 1050 мм. Ділянка Насірія – Багагд довжиною 292 км носить назву Трансіракський газопровід, оскільки в майбутньому мала бути продовжена на північ країни.
Головними споживачами блакитного палива, протранспортованого через систему, є об’єкти електроенергетики:
 - потужна теплоелектростанція в Musayyib південніше Багдаду (2000 МВт);
- ТЕС Даура, під’єднана перемичкою довжиною 29 км в діаметрі 450 мм;
- ТЕС Наджаф, до якої прокладене відгалуження довжиною 74 км та діаметром 600 мм.
Також заплановане постачання нових газових блоків теплоелектростанції Насірія потужністю 500 МВт, які станом на середину 2010-х ще не споруджені.